# تيم كورنتيس
تيم كورنتيس (بالهولندية: Tim Keurntjes)‏ (13 مارس 1991 بدوتينخيم في هولندا - ) هو لاعب كرة قدم هولندي في مركز الدفاع. لعب مع دي غرافشاب ونادي غرونينغن ونادي كامبور ونادي تلستار ‏.

## وصلات خارجية
- تيم كورنتيس على موقع قاعدة بيانات كرة القدم.إي يو (الإنجليزية)
- تيم كورنتيس على موقع Soccerbase.com (لاعب) (الإنجليزية)
- تيم كورنتيس على موقع Soccerway.com (الإنجليزية)
- تيم كورنتيس على موقع عالم كرة القدم.نت (الإنجليزية)